# Melanogaster macrosporus
Melanogaster macrosporus är en svampart som tillhör divisionen basidiesvampar, och som beskrevs av Vel. Melanogaster macrosporus ingår i släktet Melanogaster, och familjen slemtryfflar. Arten har ej påträffats i Sverige.